# Superliga 2017-2018 (Slovacchia)
La Superliga 2017-18 (chiamata anche Fortuna Liga 2017-2018 per motivi di sponsorizzazione) è stata la ventiquattresima edizione del campionato slovacco di calcio. La stagione è iniziata il 22 luglio 2017 e si è conclusa il 19 maggio 2018. Lo Spartak Trnava ha vinto il titolo per la prima volta nella sua storia.

## Stagione

### Novità
Il Spartak Myjava è stato retrocesso dopo essersi classificato all'ultimo posto nella stagione precedente: al suo posto è stato promosso il Nitra, vincitore della seconda divisione.

### Regolamento
Le 12 squadre si affrontano in una prima fase in gironi di andata-ritorno. Nella seconda fase le prime sei del girone si affrontano in un gruppo per decretare il campione di Slovacchia, mentre le sei rimanenti si affronteranno per non retrocedere in 1. Slovenská Futbalová Liga. 

La squadra campione di Slovacchia si qualificherà per il primo turno di qualificazione della UEFA Champions League 2018-2019.

La seconda e la terza classificata si qualificheranno per il primo turno della UEFA Europa League 2018-2019.

La penultima classificata disputa uno spareggio promozione-retrocessione con la seconda classificata della 1. Slovenská Futbalová Liga.

L'ultima classificata retrocederà direttamente in 1. Slovenská Futbalová Liga.

## Squadre partecipanti
| Club                | Città           | Stadio                     | Posizione 2016-2017                     |
| ------------------- | --------------- | -------------------------- | --------------------------------------- |
| AS Trenčín          | Trenčín         | Štadión na Sihoti          | 4º posto in Superliga                   |
| DAC Dunajská Streda | Dunajská Streda | DAC Štadión                | 7º posto in Superliga                   |
| Nitra               | Nitra           | pod Zoborom                | 1º posto in 1. Slovenská Futbalová Liga |
| Podbrezová          | Podbrezová      | Štadión MŠK Brezno         | 5º posto in Superliga                   |
| Ružomberok          | Ružomberok      | Štadión MFK Ružomberok     | 3º posto in Superliga                   |
| Senica              | Senica          | Štadión FK Senica          | 9º posto in Superliga                   |
| Slovan Bratislava   | Bratislava      | Stadio Pasienky            | 2º posto in Superliga                   |
| Spartak Trnava      | Trnava          | Stadio Antona Malatinského | 6º posto in Superliga                   |
| Tatran Prešov       | Prešov          | Tatran Stadion             | 11º posto in Superliga                  |
| ViOn Z.M.           | Zlaté Moravce   | Štadión FC ViOn            | 10º posto in Superliga                  |
| Žilina              | Žilina          | Štadión pod Dubňom         | Campione di Slovacchia                  |
| Zemplín Michalovce  | Michalovce      | Zemplin Stadium            | 8º posto in Superliga                   |

## Stagione regolare

### Classifica
|  | Pos. | Squadra             | Pt | G  | V  | N | P  | GF | GS | DR  |
|  | ---- | ------------------- | -- | -- | -- | - | -- | -- | -- | --- |
|  | 1.   | Spartak Trnava      | 50 | 22 | 16 | 2 | 4  | 34 | 16 | +18 |
|  | 2.   | Slovan Bratislava   | 41 | 22 | 11 | 8 | 3  | 45 | 26 | +19 |
|  | 3.   | DAC Dunajská Streda | 39 | 22 | 10 | 9 | 3  | 29 | 20 | +9  |
|  | 4.   | Žilina              | 37 | 22 | 12 | 1 | 9  | 42 | 35 | +7  |
|  | 5.   | AS Trenčín          | 36 | 22 | 10 | 6 | 6  | 54 | 32 | +22 |
|  | 6.   | Ružomberok          | 33 | 22 | 8  | 9 | 5  | 31 | 21 | +10 |
|  | 7.   | Nitra               | 30 | 22 | 7  | 9 | 6  | 19 | 14 | +5  |
|  | 8.   | Zemplín Michalovce  | 25 | 22 | 7  | 4 | 11 | 28 | 37 | -9  |
|  | 9.   | ViOn Z.M.           | 24 | 22 | 6  | 6 | 10 | 18 | 25 | -7  |
|  | 10.  | Podbrezová          | 20 | 22 | 6  | 2 | 14 | 19 | 37 | -18 |
|  | 11.  | Senica              | 14 | 22 | 3  | 5 | 14 | 17 | 42 | -25 |
|  | 12.  | Tatran Prešov       | 14 | 22 | 3  | 5 | 14 | 13 | 44 | -31 |

Legenda:

      Ammesse ai Play-off scudetto
      Ammesse ai Play-out

### Risultati
|                     | AST  | DAC  | Nit  | Pod  | Ruz  | Sen  | SlB  | SpT  | TaP  | VZM  | ZeM  | Zil  |
| ------------------- | ---- | ---- | ---- | ---- | ---- | ---- | ---- | ---- | ---- | ---- | ---- | ---- |
| AS Trenčín          | –––– | 1-2  | 2-1  | 1-1  | 1-2  | 4-1  | 2-2  | 1-2  | 2-0  | 3-0  | 1-2  | 5-2  |
| DAC Dunajská Streda | 1-2  | –––– | 0-0  | 1-0  | 1-1  | 1-0  | 2-1  | 0-0  | 0-0  | 3-3  | 2-0  | 4-2  |
| Nitra               | 1-1  | 3-1  | –––– | 1-0  | 0-0  | 0-0  | 0-1  | 0-1  | 2-0  | 1-0  | 0-0  | 1-0  |
| Podbrezová          | 1-8  | 0-2  | 1-0  | –––– | 1-3  | 1-0  | 1-1  | 1-2  | 2-0  | 3-0  | 1-0  | 2-4  |
| Ružomberok          | 3-3  | 1-1  | 0-0  | 3-0  | –––– | 4-0  | 0-1  | 0-2  | 3-1  | 1-1  | 2-1  | 1-0  |
| Senica              | 1-2  | 0-2  | 0-1  | 1-0  | 0-3  | –––– | 1-1  | 1-3  | 1-0  | 0-1  | 1-1  | 4-1  |
| Slovan Bratislava   | 1-1  | 1-1  | 1-1  | 4-1  | 2-1  | 2-2  | –––– | 1-0  | 3-2  | 2-1  | 3-1  | 6-0  |
| Spartak Trnava      | 2-1  | 2-0  | 2-1  | 2-0  | 1-1  | 1-0  | 1-2  | –––– | 1-0  | 1-0  | 1-0  | 0-3  |
| Tatran Prešov       | 0-7  | 0-0  | 0-4  | 0-2  | 0-0  | 2-2  | 1-5  | 0-2  | –––– | 1-1  | 1-0  | 0-1  |
| ViOn Z.M.           | 1-4  | 2-3  | 2-2  | 1-0  | 2-1  | 3-0  | 3-2  | 1-4  | 4-1  | –––– | 0-1  | 2-0  |
| Zemplín Michalovce  | 1-1  | 1-2  | 0-0  | 2-1  | 1-1  | 2-1  | 1-1  | 0-3  | 0-1  | 2-0  | –––– | 1-0  |
| Žilina              | 5-1  | 0-0  | 2-0  | 1-0  | 2-0  | 7-1  | 3-2  | 3-1  | 2-3  | 2-0  | 2-1  | –––– |

## Play-off scudetto

### Classifica finale
|                       | Pos. | Squadra             | Pt | G  | V  | N  | P  | GF | GS | DR  |
| --------------------- | ---- | ------------------- | -- | -- | -- | -- | -- | -- | -- | --- |
| Slovacchia (bandiera) | 1.   | Spartak Trnava      | 64 | 32 | 20 | 4  | 8  | 41 | 28 | +13 |
|                       | 2.   | Slovan Bratislava   | 59 | 32 | 17 | 8  | 7  | 58 | 37 | +21 |
|                       | 3.   | DAC Dunajská Streda | 57 | 32 | 16 | 9  | 7  | 46 | 32 | +14 |
|                       | 4.   | Žilina              | 53 | 32 | 17 | 2  | 13 | 63 | 51 | +12 |
|                       | 5.   | AS Trenčín          | 51 | 32 | 15 | 6  | 11 | 75 | 47 | +28 |
|                       | 6.   | Ružomberok          | 40 | 32 | 10 | 10 | 12 | 36 | 39 | -3  |

Legenda:

      Campione di Slovacchia e ammessa alla UEFA Champions League 2018-2019
      Ammesse alla UEFA Europa League 2018-2019
Note:

Tre punti a vittoria, uno a pareggio, zero a sconfitta.
La classifica viene stilata secondo i seguenti criteri:
- Punti conquistati
- Punti conquistati negli scontri diretti
- Differenza reti negli scontri diretti
- Reti realizzate negli scontri diretti
- Reti realizzate fuori casa negli scontri diretti
- Spareggio

### Risultati
|                     | AST  | DAC  | Ruž  | SlB  | SpT  | Žil  |
| ------------------- | ---- | ---- | ---- | ---- | ---- | ---- |
| AS Trenčín          | –––– | 1-3  | 3-1  | 1-3  | 1-2  | 1-2  |
| DAC Dunajská Streda | 0-3  | –––– | 3-0  | 0-1  | 1-0  | 3-1  |
| Ružomberok          | 2-1  | 0-4  | –––– | 1-0  | 0-0  | 1-2  |
| Slovan Bratislava   | 1-3  | 2-0  | 1-0  | –––– | 2-1  | 3-2  |
| Spartak Trnava      | 0-2  | 2-0  | 1-0  | 1-0  | –––– | 0-0  |
| Žilina              | 1-5  | 2-3  | 3-0  | 2-0  | 6-0  | –––– |

## Play-out

### Classifica finale
|  | Pos. | Squadra            | Pt | G  | V  | N  | P  | GF | GS | DR  |
|  | ---- | ------------------ | -- | -- | -- | -- | -- | -- | -- | --- |
|  | 7.   | Nitra              | 45 | 32 | 11 | 12 | 9  | 33 | 29 | +4  |
|  | 8.   | Zemplín Michalovce | 41 | 32 | 11 | 8  | 13 | 35 | 34 | +1  |
|  | 9.   | Podbrezová         | 38 | 32 | 11 | 5  | 16 | 29 | 43 | -14 |
|  | 10.  | ViOn Z.M.          | 31 | 32 | 8  | 7  | 17 | 39 | 52 | -13 |
|  | 11.  | Senica             | 26 | 32 | 6  | 8  | 18 | 29 | 58 | -29 |
|  | 12.  | Tatran Prešov      | 26 | 32 | 5  | 11 | 16 | 22 | 56 | -34 |

Legenda:

 Ammessa allo spareggio promozione-retrocessione
      Retrocessa in 2. Slovenská Futbalová Liga 2018-2019
Note:

Tre punti a vittoria, uno a pareggio, zero a sconfitta.
La classifica viene stilata secondo i seguenti criteri:
- Punti conquistati
- Punti conquistati negli scontri diretti
- Differenza reti negli scontri diretti
- Reti realizzate negli scontri diretti
- Reti realizzate fuori casa negli scontri diretti
- Spareggio

### Risultati
|                    | Nit  | Pod  | Sen  | TaP  | VZM  | ZeM  |
| ------------------ | ---- | ---- | ---- | ---- | ---- | ---- |
| Nitra              | –––– | 0-0  | 5-2  | 3-2  | 1-0  | 1-3  |
| Podbrezová         | 1-0  | –––– | 3-1  | 1-1  | 1-0  | 2-1  |
| Senica             | 0-1  | 1-0  | –––– | 0-0  | 3-1  | 0-2  |
| Tatran Prešov      | 1-1  | 1-1  | 1-1  | –––– | 1-0  | 2-1  |
| ViOn Z.M.          | 2-2  | 0-1  | 2-2  | 4-0  | –––– | 2-2  |
| Zemplín Michalovce | 4-0  | 1-0  | 1-2  | 0-0  | 2-0  | –––– |

## Play-off Europa League
|            | Risultati |            | Luogo e data            |
| ---------- | --------- | ---------- | ----------------------- |
| Žilina     | 5-0       | Nitra      | Žilina, 23 maggio 2018  |
| AS Trenčín | 4-2       | Ružomberok | Trenčín, 23 maggio 2018 |
|            |           |            |                         |

|        | Risultati |            | Luogo e data           |
| ------ | --------- | ---------- | ---------------------- |
| Žilina | 1-2 (dts) | AS Trenčín | Žilina, 27 maggio 2018 |

## Spareggio promozione-retrocessione
|         | Risultati |         | Luogo e data            |
| ------- | --------- | ------- | ----------------------- |
| Skalica | 2-1       | Senica  | Skalica, 22 maggio 2018 |
| Senica  | 1-0       | Skalica | Senica, 26 maggio 2018  |
|         |           |         |                         |

## Classifica marcatori
| Gol |  |  | Giocatore         | Squadra                      |
| --- |  |  | ----------------- | ---------------------------- |
| 19  |  |  | Samuel Mráz       | Žilina                       |
| 14  |  |  | Rangelo Janga     | AS Trenčín                   |
| 12  |  |  | Jakub Mareš       | Slovan Bratislava            |
| 12  |  |  | Aleksandar Čavrić | Slovan Bratislava            |
| 11  |  |  | Róbert Gešnábel   | ViOn Z.M. (9) Ružomberok (2) |
| 10  |  |  | Erik Pačinda      | DAC Dunajská Streda          |
| 10  |  |  | Antonio Mance     | AS Trenčín                   |
| 8   |  |  | Filip Hološko     | Slovan Bratislava            |
| 8   |  |  | Hilary Gong       | AS Trenčín                   |
| 8   |  |  | Roland Černák     | Tatran Prešov                |
| 8   |  |  | Martin Koscelník  | Zemplín Michalovce           |